# Hohenlohe-Langenburg

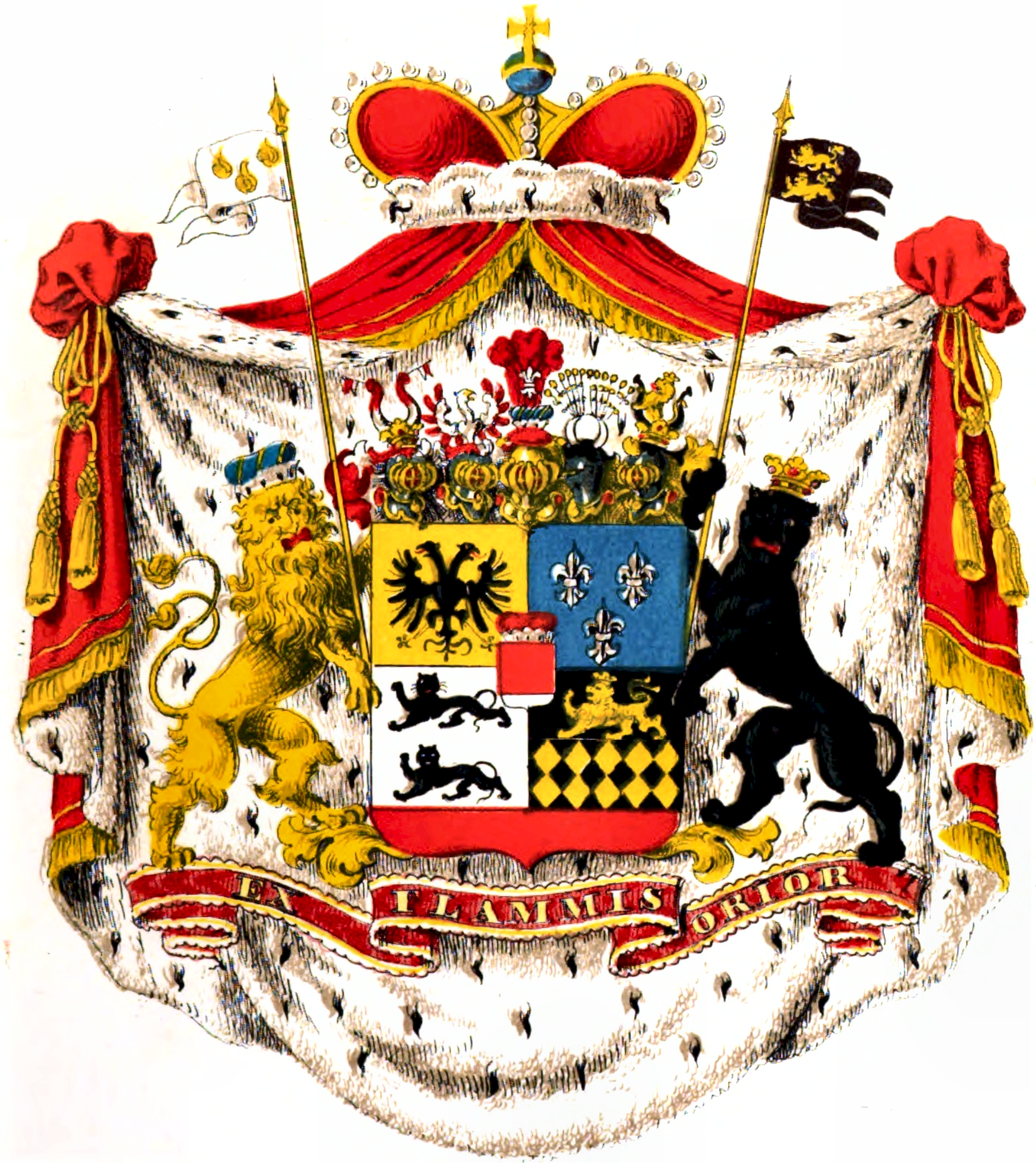
Wappen der Fürsten Hohenlohe-Langenburg 1764

Das Haus Hohenlohe-Langenburg gehört zum hochadeligen Geschlecht derer von Hohenlohe. Das Haus wurde 1764 in den Reichsfürstenstand erhoben und verzweigte sich in zahlreiche Linien.

## Geschichte

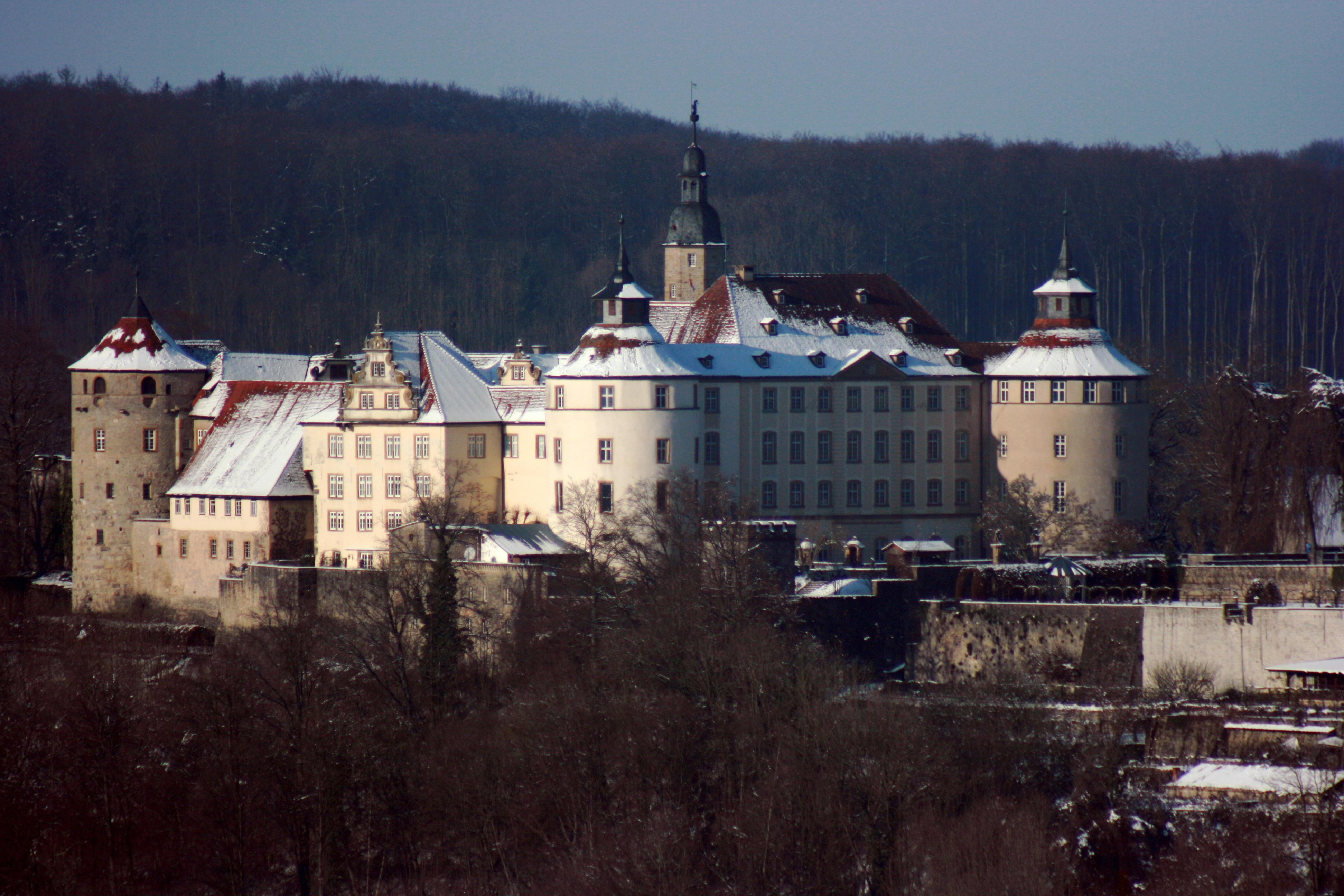
Schloss Langenburg

Das ursprüngliche Herrschaftsgebiet derer von Hohenlohe erstreckte sich über die später nach ihnen benannte Hohenloher Ebene zwischen Kocher, Tauber und Jagst. Trotz wiederholter Teilungen im 13. und 15. Jahrhundert sowie Schenkungen an den Deutschen Orden (1219) konnte Hohenlohe ein fast geschlossenes Territorium bilden. Die Herren von Hohenlohe wurden 1450 in den Reichsgrafenstand erhoben, ab der Mitte des 18. Jahrhunderts wurden das Gebiet und seine Herrscher fürstlich.
Die Neuensteiner Linie spaltete sich im Jahre 1586–1590 unter Graf Friedrich in die Langenburger Seitenlinie.
Das Schloss Langenburg mit der zugehörigen Herrschaft war bereits zwischen 1232 und 1235 von den edelfreien Herren von Langenburg an die Herren von Hohenlohe gefallen und die Langenburger 1253 endgültig ausgestorben. Jedoch wurde die Burg bis 1568 nur als Sitz eines Vogts genutzt. Zur Langenburger Herrschaft gehörte auch die an Lehnsleute vergebene Burg Tierberg, die 1387 an zwei Herren von Stetten verkauft wurde; wegen eines vereinbarten Rückkaufs entspann sich ab 1475 die sogenannte Tierberger Fehde, die erst 1495 gerichtlich beigelegt wurde. Tierberg blieb dann bis zum Verkauf 1974 im Besitz des Hauses Hohenlohe-Langenburg. Erst 1568 wurde Langenburg zur Residenzstadt der Teilgrafschaft und des späteren Fürstentums Hohenlohe-Langenburg, als Graf Wolfgang (1546–1610) seine Hofhaltung in die Burg verlegte. Unter seinem Nachfolger Graf Philipp Ernst (1584–1628) wurde die Burg in ein Renaissanceschloss umgebaut und die Stadt befestigt. Bis 1556 wurde in der Gesamtgrafschaft die Reformation eingeführt.
Mit der Rheinbundakte wurden 1806 die Fürstentümer des Hauses Hohenlohe vom Königreich Württemberg mediatisiert, doch behielt die evangelische Fürstenfamilie ihren Besitz auch danach und bewohnt bis heute das Schloss Langenburg. Ab 1815 hatte sie einen Sitz in der Ersten Kammer der Württembergischen Landstände inne.
Im 19. Jahrhundert engagierten sich die Fürsten zu Hohenlohe-Langenburg für die Kolonialisierung. Zur Zeit des Nationalsozialismus traten die Mitglieder der Fürstenfamilie der NSDAP bei (1936) und arbeiteten vor Ort in leitender Funktion bei NS-Verbänden mit. Das Oberamt Gerabronn, zu dem auch Hohenlohe-Langenburg gehörte, war die württembergische Region mit den besten Wahlergebnissen für die NSDAP.
Der aus einem jüngeren Seitenzweig stammende Karl Gustav Wilhelm zu Hohenlohe-Langenburg begründete im 19. Jahrhundert einen katholischen, böhmischen Zweig auf Schloss Rothenhaus. Als eines der 16 mediatisierten Fürstenhäuser hatte die Familie einen erblichen Sitz im Herrenhaus, dem Oberhaus des österreichischen Reichsrates. Zu diesem Zweig gehören auch die heute in Spanien lebenden Familienmitglieder. 
Der Fürstlich Hohenlohescher Haus- und Phönixorden wurde vom Chef des Hauses an verdienstvolle Personen verliehen.
Die Mitglieder des Hauses sind auf dem fürstlichen Friedhof in Langenburg begraben. Dort befindet sich auch das als Kapelle genutzte Mausoleum der Familie Hohenlohe-Langenburg.

## Wappen
1764: Ein quadrierter Schild mit rotem Herzschild, blauer eingepfropfter Spitze und rotem Schildfuß. Der Herzschild ist mit einem roten Fürstenhut bedeckt und hat einen silbernen Schildfuß. Im ersten goldenen Feld des Hauptschildes ein doppelköpfiger schwarzer Adler; im zweiten blauen drei silberne Lilien, gestellt zwei zu eins; im dritten silbernen die zwei schwarzen Leoparden, und im vierten schwarzen oben der Löwe und unten die goldenen Rauten. In der gepfropften blauen Spitze ein silberner goldgekrönter Löwe mit zwei silbernen und einer blauen Straußenfeder besteckt, wegen Gleichen. Der Schild ist von fünf Helmen besetzt. Auf dem mittelsten goldenen mit rechts rot-silberner Decke, links schwarz-goldener, mit auf einem roten Kissen mit goldenen Quasten ein blauer Fürstenhut mit drei goldenen Bügeln und besteckt mit drei roten Straußenfedern, belegt mit einer silbernen Lilie. Dem Helm zur Rechten mit rot-silberner Decke ein wachsender silberner Adler mit roten Schwungfedern und goldenem Schnabel; der zur Linken, ein Stechhelm mit schwarz-goldener Decke, ist mit zwei silbernen spitzen Hörnern versehen, deren jedes mit vier goldenen Lindenstängeln besteckt ist. Auf dem vierten gekrönten Helm zur Rechten mit rot-silberner Decke zwei oben rote unten silberne Büffelhörner, jedes im Mundloch mit einer rot-silbernen Fahne besteckt, und der fünfte gekrönte zur Linken mit schwarz-goldener Decke zeigt zwischen zwei schwarzen Büffelhörnern den goldenen Löwen wachsend. Schildhalter: zur Rechten ein goldener doppeltgeschwänzter Löwe mit dem blauen Fürstenhut auf dem Haupt, in seinen Pranken die silberne Fahne mit den drei goldenen Flammen haltend, und zur Linken ein schwarzer goldgekrönter Leopard, eine schwarze Sturmfahne mit zwei schreitenden goldgekrönten Löwen haltend. Beide Schildhalter stehen auf einem roten gerießerten Bande mit weißem Saum und dem goldenen Motto: „EX FLAMMIS ORIOR“. Der ganze Schild wird von einem roten Fürstenmantel mit Fürstenhut umgeben.

## Grafen zu Hohenlohe-Langenburg

### Nach die Erbteilung von 1586
- Friedrich (1553–1590), Graf von Hohenlohe-Langenburg, Sohn von Graf Ludwig Casimir von Hohenlohe-Neuenstein

### Nach die Erbteilung von 1610
- Philipp Ernst (1584–1628), Graf von Hohenlohe-Langenburg
- Heinrich Friedrich (1625–1699), Chef des Hauses Hohenlohe-Langenburg
- Albrecht Wolfgang (1659–1715)

## Fürsten zu Hohenlohe-Langenburg
- Ludwig (1696–1765), Graf von Hohenlohe-Langenburg; wurde 1764 in den Reichsfürstenstand erhoben
- Christian Albrecht (1726–1789), Fürst des Hauses Hohenlohe-Langenburg und niederländischer Generalleutnant
- Karl Ludwig (1762–1825), Fürst des Hauses Hohenlohe-Langenburg
- Ernst I. (1794–1860), Fürst des Hauses Hohenlohe-Langenburg
- Karl (1829–1907), Fürst des Hauses Hohenlohe-Langenburg, Stammvater der Fürsten von Weikersheim
- Hermann (1832–1913), Fürst des Hauses Hohenlohe-Langenburg
- Ernst II. (1863–1950), von 1900 bis 1905 Regent von Sachsen-Coburg und Gotha, Fürst des Hauses Hohenlohe-Langenburg seit 1913

## Chefs des Hauses nach 1918
- Ernst II. zu Hohenlohe-Langenburg (1863–1950), bis 1950
- Gottfried zu Hohenlohe-Langenburg (1897–1960), von 1950 bis 1960
- Kraft zu Hohenlohe-Langenburg (1935–2004), von 1960 bis 2004
- Philipp zu Hohenlohe-Langenburg (* 1970), seit 2004

## Weitere Mitglieder des Hauses
- Adelheid zu Hohenlohe-Langenburg (1835–1900), durch Heirat Herzogin von Schleswig-Holstein-Sonderburg-Augustenburg
- Alfonso zu Hohenlohe-Langenburg (1924–2003), spanischer Adliger
- Constantin Prinz zu Hohenlohe-Langenburg (1893–1973), deutscher Maler, Denkmalpfleger und Museumsleiter
- Elise zu Hohenlohe-Langenburg (1864–1929), durch Heirat Fürstin Reuß jüngerer Linie
- Feodora zu Leiningen (Feodora zu Hohenlohe-Langenburg; 1807–1872), durch Heirat Fürstin zu Hohenlohe-Langenburg
- Feodora zu Hohenlohe-Langenburg (1839–1872), durch Heirat Herzogin von Sachsen-Meiningen
- Friedrich Ernst zu Hohenlohe-Langenburg (1750–1794), holländischer Offizier, Stammvater der böhmischen Seitenlinie des Hauses Hohenlohe-Langenburg
- Gottfried zu Hohenlohe-Langenburg (böhmischer Magnat) (1860–1933), Magnat der katholischen Seitenlinie des Fürstenhauses Hohenlohe in Böhmen
- Gustav Heinrich zu Hohenlohe-Langenburg (1806–1861), österreichischer Feldmarschallleutnant
- Helene zu Hohenlohe-Langenburg (1807–1880), Prinzessin
- Hubertus von Hohenlohe (Hubertus zu Hohenlohe-Langenburg; * 1959), Fotograf, Sänger und Skirennläufer
- Johanna Sophie zu Hohenlohe-Langenburg (1673–1743), durch Heirat Gräfin zu Schaumburg-Lippe
- Karl Gustav Wilhelm zu Hohenlohe-Langenburg (1777–1866), österreichischer Feldzeugmeister
- Leopoldine von Baden (Leopoldine zu Hohenlohe-Langenburg; 1837–1903), durch Heirat Fürstin zu Hohenlohe-Langenburg
- Louise Eleonore zu Hohenlohe-Langenburg (1763–1837), Herzogin und von 1803 bis 1821 Regentin von Sachsen-Meiningen
- Ludwig zu Hohenlohe-Langenburg (Oberst) (1823–1866), österreichischer Oberst
- Max Egon zu Hohenlohe-Langenburg (1897–1968), liechtensteinisch-spanischer Adliger
- Max Emanuel zu Hohenlohe-Langenburg (1931–1994), liechtensteinischer Skirennläufer, siehe Max von Hohenlohe
- Max Karl zu Hohenlohe-Langenburg (1901–1943), österreichisch-deutscher Künstler und Literat
- Victoria Elisabeth Prinzessin zu Hohenlohe-Langenburg (* 1997), 20. Herzogin von Medinaceli etc., Grande de España, Person mit den meisten Adelstiteln weltweit
- Viktor zu Hohenlohe-Langenburg (1833–1891), Königlich Großbritannischer Admiral, Bildhauer, Künstler und Aquarellmaler